# Lentegí
Lentegí (también escrito Lentejí) es una localidad y municipio español situado en la parte noroccidental de la comarca de la Costa Granadina, en la provincia de Granada, comunidad autónoma de Andalucía. Limita con los municipios de Albuñuelas, Los Guájares, Jete y Otívar. Cuenta con una población de 350 habitantes (INE 2024).
El municipio lentegireño comprende el núcleo de población de Lentegí —capital municipal— y los diseminados de El Barranquillo del Agua, La Burra, Cantaviento, La Cigarrona, La Molineta, El Orgil, La Raja de la Vía y Ruiz.
Lentegí es un pueblo eminentemente agrícola situado en el valle del río Verde, cuyo cultivo más importante es el níspero seguido de otros cultivos subtropicales como el aguacate y el chirimoyo, y en menor medida otros frutales como cítricos, peras y melocotones. En los últimos años también se ha convertido en un importante destino turístico de aventura dentro de la provincia de Granada, con la práctica de senderismo y deportes de riesgo como la escalada, el barranquismo, el ciclismo de montaña o el parapente.

## Toponimia
Antiguamente se creía erradamente que topónimo derivaba del árabe al-Intišīţ, que significa «alegría», lo cual proviene de una errada interpretación de Miguel Asín Palacios de 1944, y que no “resulta, en absoluto, creíble.” En realidad, los árabes documentaron en su lengua el preexistente topónimo latín Lentiscētum que significa «lugar donde abunda el lentisco», tal y como lo describió Joan Corominas en 1972. Los hispanorromanos de la época visigoda le habrían llamado Lentiscetu, los mozárabes Lantišku y luego los castellanos consignaron al papel Lentixí, Lentexit y Lentexite a lo largo del tiempo, y que desembocó en el actual Lentegí.
Se emplean los gentilicios tanto lentegireño/a como mingo/a.

## Símbolos
El municipio de Lentegí cuenta con un escudo y una bandera propios desde 2006, año en el que fueron aprobados en pleno por el ayuntamiento y desde el que se viene dando uso.
Sin embargo, estos símbolos actualmente no están oficializados conforme a la normativa autonómica que entró en vigor tres años antes: la Ley 6/2003, de 9 de octubre, de Símbolos, tratamientos y registro de las Entidades Locales de Andalucía. Esta regula la adopción, modificación, rehabilitación, uso y protección de los escudos heráldicos y banderas de todas las entidades locales de la comunidad, y establece la obligatoriedad de inscribirlos en el registro que tiene la Consejería de la Presidencia de la Junta de Andalucía a efectos de darles presunción de legalidad y validez.
Al no haber sido nunca inscritos el escudo ni la bandera de Lentegí en ese sitio, denominado Registro Andaluz de Entidades Locales (RAEELL), carecen de oficialidad, aunque esta circunstancia alegal no evita su uso generalizado por parte del consistorio, asociaciones del municipio y otras administraciones públicas.

### Escudo
El blasón que viene usando el municipio tiene la siguiente descripción:

Escudo de oro (amarillo). En banda tres ondas de sinople (verde), plata (blanco) y sinople; a la diestra una granada de sinople rajada de gules (rojo) y a la siniestra un pino de sinople. Timbrado con corona real cerrada.

Las ondas en banda representan al río Verde, que discurre por el municipio. La granada figura por su pertenencia al Reino de Granada y posterior provincia. Y el pino por ser el árbol más característico de la zona y de toda la costa Mediterránea.

### Bandera
La enseña que viene usando el municipio tiene la siguiente descripción:

Bandera rectangular de color amarillo, llevando tres ondas verde, blanca y verde desde el extremo superior al asta al inferior al batiene.

## Historia
En 1933 se descubrió una necrópolis prehistórica en la zona conocida como Umbría Tinajas, perteneciente a la etapa bronce argárico, y que demuestra que Lentegí estaba habitada desde el antiguo. Los restos se encuentran actualmente en el Museo Arqueológico y Etnológico de Granada.
Durante la época romana se origina el pueblo gracias a la ruta del pescado que unía Almuñécar con Granada por Lentegí y Venta Marina.

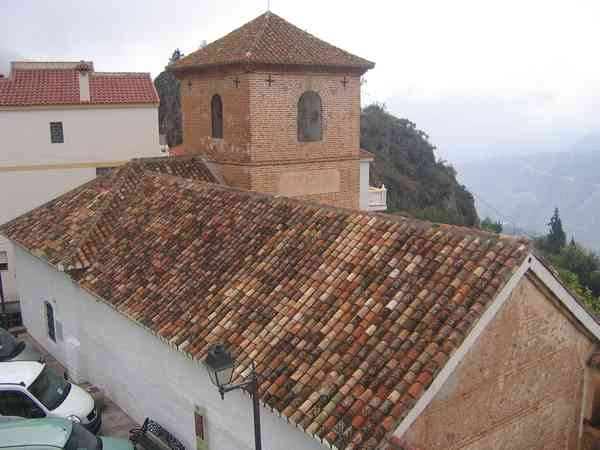
Iglesia de Ntra. Señora del Rosario, en Lentegí

La primera mención en un documento escrito corresponde al reinado de Abderramán III en el año 941. Durante la dominación musulmana existían tres barrios: el de Lentexit o Barrio Alto, el del Pilar o Barrio Bajo y el de Haarataljima o Cartagina, con sus mezquitas y cementerios. Las aguas de riego provenían del río Wadi-i-hama (Guardadamas) y existían tres acequias dirigidas cada una a un barrio. En el solar que ocupaba la mezquita principal se edificó en el siglo XVI la actual iglesia de Nuestra Señora del Rosario (1543-1547).
En el transcurso de la Guerra de los Moriscos, el 7 de marzo de 1570 Lentegí fue quemado y destruido por las tropas de Don Antonio Luna, que estaban formadas por unos doscientos soldados provenientes de Almuñécar. Más tarde los moriscos hicieron un fuerte en el pueblo y fue atacado nuevamente a finales de marzo por el capitán Antonio de Berrío. Tras la expulsión de los moriscos ese mismo año, en época del Rey Felipe II, Lentegí fue repoblado en 1572 con treinta vecinos procedentes de otros reinos peninsulares.
La iglesia, que también fue destruida, se reconstruyó en el siglo XVII, conservando únicamente la nave central, puesto que en su origen tenía tres naves.
En el catastro del marqués de la Ensenada de 1752 se menciona que el pueblo contaba con cincuenta y nueve vecinos, sesenta y cuatro casas, 383,25 marjales de riego, 235 fanegas de secano, 20,5 obradas de viña y 141 morales.
A partir de la década de 1970, con la llegada de los cultivos subtropicales y el níspero, la vida de la localidad fue cambiando paulatinamente.

## Geografía

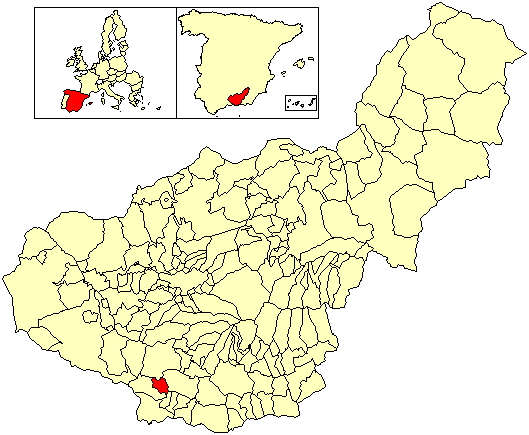
Extensión del municipio en la provincia de Granada

### Situación
Integrado en la comarca de la Costa Granadina, se encuentra situado a 63 kilómetros de la capital provincial, a 138 de Almería, a 156 de Jaén y a 357 de Murcia. El término municipal está atravesado por la carretera A-4050, que conecta la autovía A-44 en la Villa de Otura con la A-7 en Almuñécar.
| Noroeste: Otívar y Albuñuelas | Norte: Albuñuelas | Nordeste: Los Guájares |
| Oeste: Otívar                 |                   | Este: Los Guájares     |
| Suroeste: Otívar              | Sur: Otívar       | Sureste: Jete          |

### Clima
El clima de Lentegí es mediterráneo, con inviernos suaves y veranos no excesivamente calurosos, debido a la cercanía del mar.

## Demografía

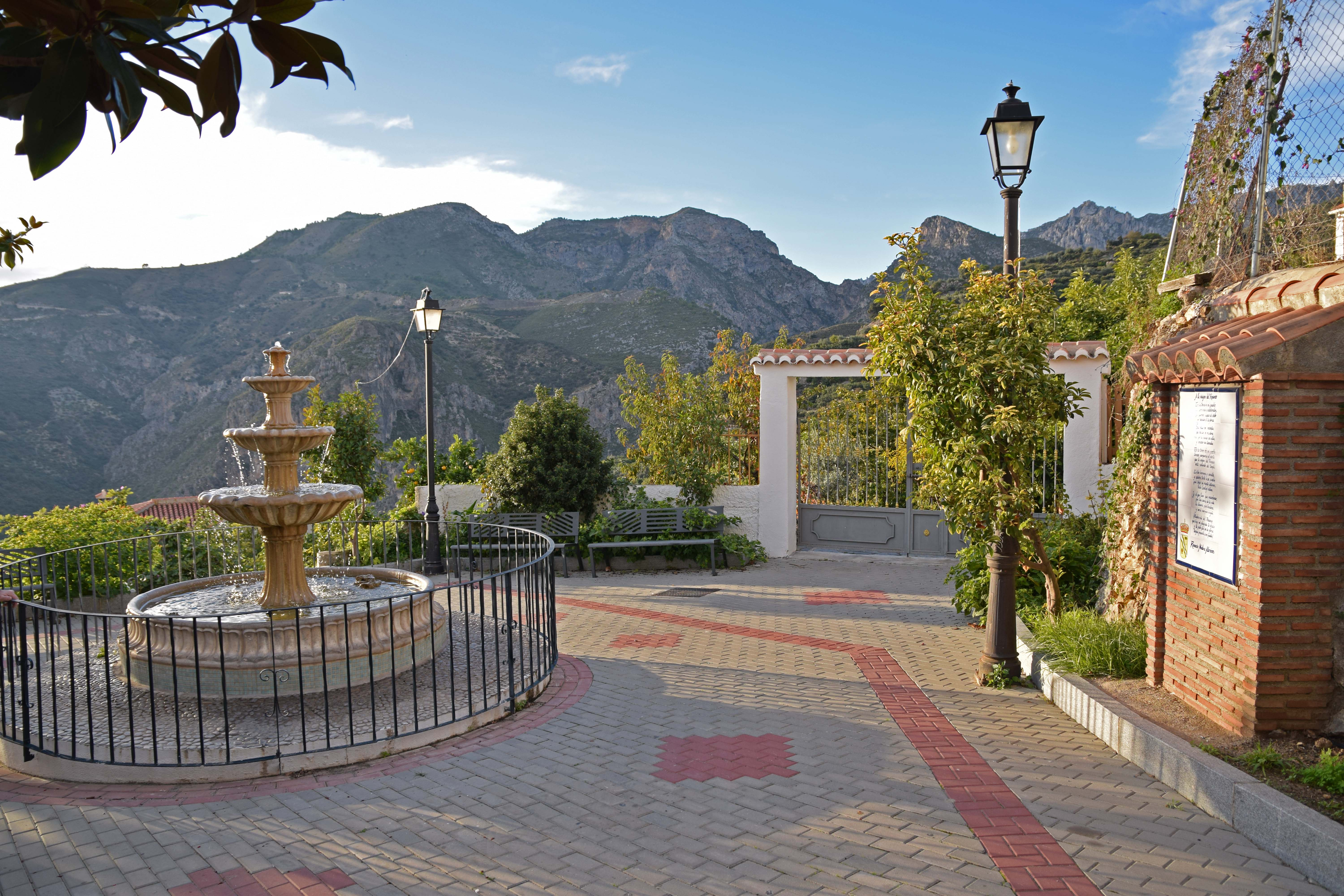
Plaza de la Iglesia

Lentegí cuenta con una población de 350 habitantes (INE 2024), que se distribuyen de la siguiente manera:
| Unidad poblacional | Hab. |
| ------------------ | ---- |
| Lentegí            | 328  |
| diseminado         | 25   |
| TOTAL              | 353  |

### Evolución de la población
| Gráfica de evolución demográfica de Lentegí entre 1842 y 2021                                                       |
| |
| Población de derecho según los censos de población del INE Población de hecho según los censos de población del INE |

## Comunicaciones

### Carreteras
Las principales vías de comunicación que transcurren por el municipio son:
| Identificador | Denominación         | Itinerario                 |
| ------------- | -------------------- | -------------------------- |
| A-4050        | De N-323 a Almuñécar | Villa de Otura - Almuñécar |
| GR-4301       | De Lentegí a A-4050  | Lentegí - Otívar           |

Algunas distancias entre Lentegí y otras ciudades:
| Ciudades  | Distancia (km) |
| --------- | -------------- |
| Almuñécar | 18             |
| Motril    | 29             |
| Granada   | 63             |
| Almería   | 138            |
| Jaén      | 156            |
| Murcia    | 357            |

## Servicios públicos

### Sanidad
El municipio cuenta con un consultorio médico de atención primaria situado en el paseo de Granada, n.º 26 Bajo, dependiente del Área de Gestión Sanitaria Sur de Granada. El servicio de urgencias está en el centro de salud de Almuñécar y el área hospitalaria de referencia es el Hospital Santa Ana de Motril.

### Educación
El único centro educativo que hay en el municipio es:
| Denominación genérica | Nombre del centro | Naturaleza | Dirección              |
| --------------------- | ----------------- | ---------- | ---------------------- |
| Colegio público rural | CPR Valle Verde   | Público    | Plaza Felipe Lucena, 8 |

## Cultura

### Fiestas
Sus fiestas populares se celebran cada año los días 25, 26 y 27 de diciembre en honor a la patrona de la localidad, la Virgen del Rosario.
En el primer fin de semana de agosto también tienen lugar las fiestas de verano, en las que se realiza una comida popular que suele ser paella, con actividades lúdicas para los más jóvenes y verbena por la noche.
Finalmente, cabe destacar que cada 1 de noviembre se celebra el Día de las Castañas, donde se tiene por costumbre que los vecinos se reúnan para cenar y degustar estos frutos típicos del otoño.

### Gastronomía
Dentro de la gastronomía local destacan platos como el choto al ajillo, las migas de sémola, o las morcillas, longanizas, chorizos y salchichas caseras hechas en la matanza del cerdo.